# Secado por pulverización

Secador por pulverización a escala de laboratorio.
A) Solución o suspensión para secar; B) Entrada de gas de atomización; 1) Secado de gas en; 2) Calentamiento del gas de secado; 3) Pulverización de solución o suspensión; 4) Cámara de secado; 5) Parte entre la cámara de secado y el ciclón; 6) Ciclón; 7) Escape del gas de secado; 8) Recipiente de recogida de producto.
Las flechas indican que se trata de un secador de pulverización de laboratorio co-corriente.

El secado por pulverización es un método para producir un polvo seco a partir de un líquido o suspensión mediante el secado rápido con un gas caliente. Este es el método preferido de secado de muchos materiales sensibles al calor, como alimentos y productos farmacéuticos. Una distribución uniforme del tamaño de partículas es una razón para secar por atomización algunos productos industriales como los catalizadores. El aire es el medio de secado calentado; sin embargo, si el líquido es un disolvente inflamable como el etanol o el producto es sensible al oxígeno, se utiliza nitrógeno.
Todos los secadores por atomización utilizan algún tipo de atomizador o boquilla de atomización para dispersar el líquido o la lechada en un atomizador de tamaño de gota controlado. Los más comunes son las boquillas de turbulencia de alta presión de un solo fluido y de disco giratorio. Se sabe que las ruedas atomizadoras proporcionan una distribución de tamaño de partículas más amplia, pero ambos métodos permiten una distribución uniforme del tamaño de partículas. Alternativamente, para algunas aplicaciones se utilizan boquillas ultrasónicas o de dos fluidos. Dependiendo de los requisitos del proceso, tamaños de gota de 10 a 500 μm se puede lograr con las opciones adecuadas. Las aplicaciones más comunes están en el rango de 100 a 200 rango de diámetro de μm. El polvo seco suele fluir libremente.
El tipo más común de secadores por atomización se llama efecto único. Hay una única fuente de aire de secado en la parte superior de la cámara (ver n °4 en el diagrama). En la mayoría de los casos, el aire se sopla en la misma dirección que el líquido rociado (co-corriente). Se produce un polvo fino, pero puede tener un flujo deficiente y producir mucho polvo. Para superar el polvo y el flujo deficiente del polvo, se ha producido una nueva generación de secadores por atomización denominados secadores por atomización de efecto múltiple. En lugar de secar el líquido en una etapa, el secado se realiza a través de dos pasos: el primero en la parte superior (como por efecto único) y el segundo con un lecho estático integrado en la parte inferior de la cámara. El lecho proporciona un ambiente húmedo que hace que las partículas más pequeñas se agrupen, produciendo tamaños de partículas más uniformes, generalmente dentro del rango de 100 a 300 μm. Estos polvos fluyen libremente debido al mayor tamaño de partícula.
Los polvos finos generados por la primera etapa de secado se pueden reciclar en flujo continuo en la parte superior de la cámara (alrededor del líquido rociado) o en la parte inferior, dentro del lecho fluidizado integrado. El secado del polvo se puede finalizar en un lecho fluidizado vibratorio externo.
El gas de secado caliente se puede pasar como una corriente paralela, en la misma dirección que el atomizador de líquido rociado, o en contracorriente, donde el aire caliente fluye contra el flujo del atomizador. Con el flujo en paralelo, las partículas pasan menos tiempo en el sistema y en el separador de partículas (normalmente un dispositivo ciclónico). Con el flujo en contracorriente, las partículas pasan más tiempo en el sistema y generalmente se emparejan con un sistema de lecho fluidizado. El flujo co-actual generalmente permite que el sistema funcione de manera más eficiente.
Las alternativas a los secadores por atomización son:
- Liofilizador: un proceso por lotes más caro para productos que se degradan en el secado por atomización. El producto seco no fluye libremente.
- Secador de tambor: un proceso continuo menos costoso para productos de bajo valor; crea escamas en lugar de polvo suelto.
- Secador de combustión por pulsos: un proceso continuo menos costoso que puede manejar viscosidades y cargas de sólidos más altas que un secador por atomización y, a veces, produce un polvo de calidad liofilizado que fluye libremente.

## Secador spray

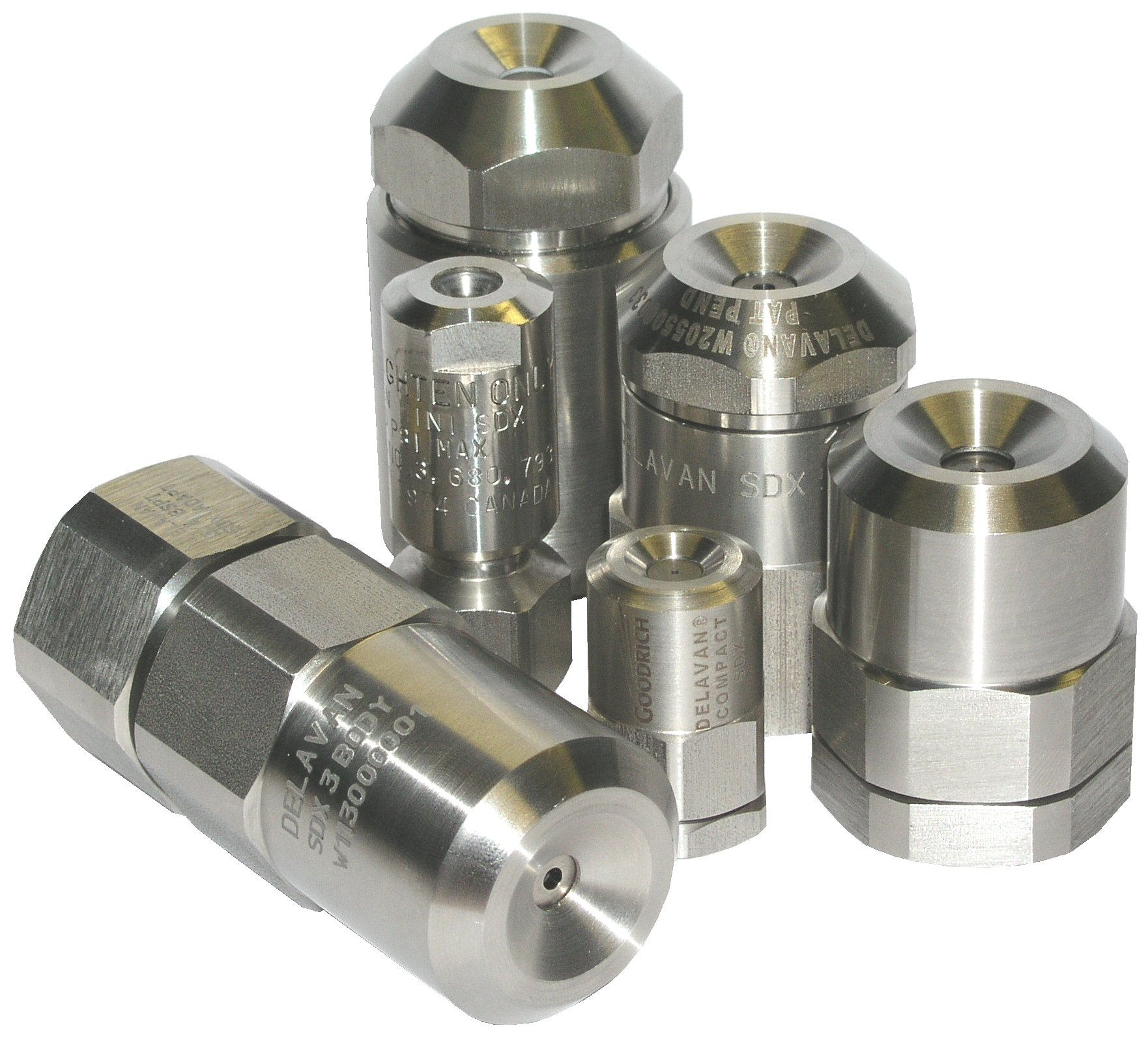
Boquillas de secado por aspersión.

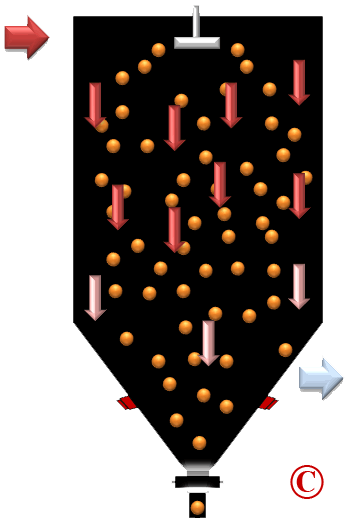
Ilustración esquemática del proceso de secado por atomización.

Un secador por atomización toma una corriente líquida y separa el soluto o suspensión como sólido y el solvente en vapor. El sólido generalmente se recolecta en un tambor o ciclón. La corriente de entrada de líquido se pulveriza a través de una boquilla en una corriente de vapor caliente y se vaporiza. Los sólidos se forman a medida que la humedad abandona rápidamente las gotas. Por lo general, se usa una boquilla para hacer que las gotas sean lo más pequeñas posibles, maximizando la transferencia de calor y la tasa de vaporización del agua. Los tamaños de las gotas pueden oscilar entre 20 y 180 μm, según la boquilla. Hay dos tipos principales de boquillas: boquilla de fluido único de alta presión (50 a 300 bares) y boquillas de dos fluidos: un fluido es el líquido a secar y el segundo es el gas comprimido (generalmente aire de 1 a 7 bares).
Los secadores por atomización pueden secar un producto muy rápidamente en comparación con otros métodos de secado. También convierten una solución (o lechada) en un polvo seco en un solo paso, lo que simplifica el proceso y mejora los márgenes de beneficio.
En la fabricación de productos farmacéuticos, el secado por pulverización se emplea para fabricar dispensación de sólidos amorfos mediante la dispersión uniforme de los ingredientes farmacéuticos activos en una matriz de polímero. Este estado pondrá a los compuestos activos (fármaco) en un estado superior de energía, lo que a su vez facilita la difusión de las especias del fármaco en el cuerpo del paciente.

## Microencapsulamiento
El secado por aspersión se utiliza a menudo como técnica de encapsulación en la industria alimentaria y en otras industrias. Una sustancia a encapsular (la carga) y un portador anfipático (generalmente algún tipo de almidón modificado) se homogeneizan como una suspensión en agua (la lechada). Luego, la suspensión se alimenta a un secador por atomización, generalmente una torre calentada a temperaturas por encima del punto de ebullición del agua.
A medida que la lechada entra en la torre, se atomiza. En parte debido a la alta tensión superficial del agua y en parte debido a las interacciones hidrófobas/hidrófilas entre el portador anfipático, el agua y la carga, la suspensión atomizada forma micelas. El pequeño tamaño de las gotas (con un diámetro promedio de 100 micrómetros) da como resultado una superficie relativamente grande que se seca rápidamente. A medida que el agua se seca, el portador forma una capa endurecida alrededor de la carga.
La pérdida de carga suele ser función del peso molecular. Es decir, las moléculas más ligeras tienden a evaporarse en mayores cantidades a las temperaturas de procesamiento. La pérdida se minimiza industrialmente mediante la pulverización en torres más altas. Un mayor volumen de aire tiene una humedad promedio más baja a medida que avanza el proceso. Por el principio de ósmosis, el agua se verá favorecida por su diferencia de fugacidades en las fases de vapor y líquida para salir de las micelas y entrar en el aire. Por lo tanto, el mismo porcentaje de agua se puede secar de las partículas a temperaturas más bajas si se utilizan torres más grandes. Alternativamente, la suspensión se puede pulverizar en un vacío parcial. Dado que el punto de ebullición de un disolvente es la temperatura a la que la presión de vapor del disolvente es igual a la presión ambiental, la reducción de la presión en la torre tiene el efecto de reducir el punto de ebullición del disolvente.
La aplicación de la técnica de encapsulación por secado por atomización consiste en preparar polvos "deshidratados" de sustancias que no tienen agua para deshidratar. Por ejemplo, las mezclas de bebidas instantáneas son atomizadores de los diversos productos químicos que componen la bebida. La técnica se utilizó una vez para eliminar el agua de los productos alimenticios. Un ejemplo es la preparación de leche deshidratada. Debido a que la leche no se estaba encapsulando y debido a que el secado por aspersión causa degradación térmica, la deshidratación de la leche y procesos similares han sido reemplazados por otras técnicas de deshidratación. Las leches descremadas en polvo todavía se producen ampliamente mediante la tecnología de secado por aspersión, generalmente a alta concentración de sólidos para una máxima eficiencia de secado. La degradación térmica de los productos puede superarse utilizando temperaturas de funcionamiento más bajas y tamaños de cámara más grandes para aumentar los tiempos de residencia.
Investigaciones recientes sugieren ahora que el uso de técnicas de secado por aspersión puede ser un método alternativo para la cristalización de polvos amorfos durante el proceso de secado, ya que los efectos de la temperatura sobre los polvos amorfos pueden ser significativos dependiendo de los tiempos de residencia del secado.

## Aplicaciones de secado por atomización
- Alimentos: leche en polvo, café, té, huevos, cereales, especias, aromas, sangre,[10] almidón y derivados del almidón, vitaminas, enzimas, stevia, nutracéuticos, colorantes, piensos, etc.
- Productos farmacéuticos: antibióticos, ingredientes médicos,[11][12] aditivos
- Industrial: pigmentos de pintura, materiales cerámicos, soportes de catalizadores, microalgas

## Otras lecturas
- Keey, RB, (1992). Secado de materiales sueltos y particulados 1a ed., Taylor & Francis, ISBN 0-89116-878-8
- Evaluación nutricional del procesamiento de alimentos, segunda edición (1975), Robert S. Harris, Ph.D. y Endel Karmas Ph.D. (eds)
- Cook, EM y DuMont, HD (1991) Proceso de práctica de secado, McGraw-Hill, Inc., ISBN 0-07-012462-0